# Warsaw Eagles
Die Warsaw Eagles sind ein polnisches American-Football-Team aus Warschau, gegründet wurde das Team 1999 als erste American-Football-Mannschaft in Polen.

## Geschichte
Ihr erstes Spiel trugen die Eagles 2004 gegen die Posener Mannschaft 1. KFA Wielkopolska aus. Das 88:7 war das erste American-Football-Spiel in Polen überhaupt. 2006 wurde auf Initiative der Warsaw Eagles die polnische American-Football-Liga PLFA gegründet. Gleich im ersten Jahr gewannen die Eagles die Meisterschaft. 2008 holte man wiederum gegen die Pomorze Seahawks die Meisterschaft.